# Danny Califf
Daniel Benjamin Califf (* 17. März 1980 in Montclair, Kalifornien) ist ein ehemaliger US-amerikanischer Fußballspieler.

## Karriere

### Jugend und College
Califf spielte in der Jugend für das Canyon Classic Team in der Canyon Hills Soccer Association. Die Mannschaft wurde von seinem Vater trainiert.
Von 1998 bis 2000 spielte er an der University of Maryland für die Maryland Terrapins. In seinem ersten Jahr als Freshman stand er bei allen 24 Spielen auf den Platz. Als Sophomore spielte er 20-mal für das Auswahlteam.

### Profi
Nach seinem Sophomore Jahr am College unterzeichnete er einen Project-40-Vertrag mit der Major League Soccer und wurde 2000 beim MLS SuperDraft von Los Angeles Galaxy ausgewählt. Bei den Galaxies schaffte Califf sofort den Sprung in die Stammelf. In seinem ersten Jahr spielte er 18-mal für die Mannschaft. In den nächsten drei Jahren etablierte Danny Califf sich als einer der besten Abwehrspieler der Liga. Mit Los Angeles Galaxy gewann er 2001 dem US Open Cup und 2002 den MLS Cup. Er hatte durch seine Spielweise einen großen Anteil an beiden Erfolgen. 2004 verletzte er sich und konnte nur 10-mal für die Kalifornier auf dem Platz stehen.
Zu Beginn der Saison 2005 wechselte er für eine Ablösesumme zu den San José Earthquakes. Er kehrte zu seiner alten Form zurück und wurde für die MLS Best XI der Saison 2005 nominiert. Am Ende der Saison wechselte er erneut.
Von 2006 bis 2008 spielte Califf für den dänischen Erstligisten Aalborg BK. Von Anfang an war er auch hier Stammspieler. Nach der Saison 2006/2007 wurde Califf Kapitän der Mannschaft und führte diese zur dänischen Meisterschaft. Doch am Ende der Saison 2007/2008 konnten sich Spieler und Verein nicht auf einen neuen Vertrag einigen. Daraufhin wechselte er zum FC Midtjylland.
Am 3. Dezember 2009 gab Philadelphia Union bekannt, dass sie die MLS Rechte an Califf bekommen haben. Er wird aber der Saison 2010 für das MLS Franchise spielen. Schon vor seinem ersten Spiel bei Union, wurde er zum Kapitän der Mannschaft ernannt. Dieses Amt musste er vor Beginn der Saison 2011 abgeben. Sein erstes Tor erzielte er am 1. Spieltag der Major League Soccer 2011.
2012 spielte er eine Saison lang für die CD Chivas USA. 2013 wechselte er zum Toronto FC. Dort gab er am 12. Juni 2013 seinen Rücktritt bekannt.
Danach arbeitete er für ProConnect Sports, eine Organisation die Fußballklubs betreut. Er war als Spielertrainer der Amateurmannschaft Bearfight FC of Wilmington, die in den Ligen der United States Adult Soccer Association spielt, tätig.

### Nationalmannschaft
Califf spielte ab der U-17 für jede Nationalmannschaft der Vereinigten Staaten. Er nahm 1997 an der FIFA U-17 World Championship teil und 1999 stand er im Aufgebot für die Junioren-Fußballweltmeisterschaft. 2000 war er Teil der Auswahlmannschaft für die Olympischen Spiele.
Sein erstes Länderspiel für die A-Nationalmannschaft der USA absolvierte er am 19. Januar 2002 gegen Südkorea. In den nächsten Jahren stand er im Aufgebot für die CONCACAF-Gold-Cup-Turniere 2002 und 2003 sowie für den Confederations Cup 2003.
Beim letzten Gruppenspiel während der Copa América 2007 war er Kapitän der Mannschaft.